# Carutapera
Carutapera est une municipalité brésilienne située dans l'État du Maranhão.